# LIVE CORE
『LIVE CORE』（ライブ・コア）は、日本のシンガーソングライターである尾崎豊の初のライブ・ビデオ。監督は佐藤輝。
1989年2月21日にマザーアンドチルドレンよりVHS、LDの2規格でリリースされている。2004年4月21日にはDVDで再リリースされている。

## 解説
1988年9月12日に東京ドームで行われ、尾崎の公演の中で最多となる約5万6000人の観客を動員した単発コンサート「LIVE CORE」で演奏された曲で構成されている。
しかし、純粋なライブ・ビデオではなく、節々にイメージ映像が追加されている。
また、レコード会社の権利上の問題で、当日演奏された曲のうちCBSソニー在籍時の曲は一曲も収録されておらず、すべてシングル「太陽の破片」（1988年）、アルバム『街路樹』（1988年）の2作品からの選曲となっている。ただし、これらの作品の収録曲のうち「遠い空」はエンディングにスタジオ音源が使用されているのみであり、また「時」は収録されていない。
尾崎はこの作品を置き土産に、古巣であるCBSソニーへの移籍を望んでいたが、問題は根深く裁判に至るまでとなり、活動は再び停止してしまう。
2013年3月20日には本作に未収録の曲を含む当日演奏された全26曲を収録した「LIVE CORE 完全版〜YUTAKA OZAKI LIVE IN TOKYO DOME 1988・9・12」が発売された。

## 収録曲
- 本編

1. COLD WIND
  - 作詞・作曲：尾崎豊／編曲：Yutaka Ozaki＆Heart Of Klaxon
2. ・ISM
  - 作詞・作曲：尾崎豊／編曲：Yutaka Ozaki＆Heart Of Klaxon
3. LIFE
  - 作詞・作曲：尾崎豊／編曲：樫原伸彦
4. 紙切れとバイブル
  - 作詞・作曲：尾崎豊／編曲：樫原伸彦
5. 核 (CORE)
  - 作詞・作曲：尾崎豊／編曲：樫原伸彦
6. 太陽の破片
  - 作詞・作曲：尾崎豊／編曲：本多俊之
7. 街路樹
  - 作詞・作曲：尾崎豊／編曲：樫原伸彦
8. 理由
  - 作詞・作曲：尾崎豊／編曲：西本明

- エンディング

1. 遠い空（スタジオ版）
  - 作詞・作曲：尾崎豊／編曲：本多俊之

## 参加ミュージシャン
- 『Yutaka Ozaki & The Last Of Klaxon』	
  - 尾崎豊 - ボーカル、ギター、ブルースハープ
  - 本多俊之 - サクソフォーン
  - 村上“ポンタ”秀一 - ドラム
  - 高水健司 - ベース
  - 土方隆行 - ギター
  - 野力奏一 - キーボード
  - 岩本章子 - コーラス
  - 山根栄子 - コーラス
  - 水島康宏 - コーラス